# Siemiątkowo (Żuromin)
Pour les articles homonymes, voir Siemiątkowo.
Siemiątkowo (prononciation : [ɕemjɔntˈkɔvɔ]) est un village polonais de la gmina de Siemiątkowo dans le powiat de Żuromin de la voïvodie de Mazovie dans le centre-est de la Pologne.
Il est le siège de la gmina de Siemiątkowo.
Il se situe à environ 23 kilomètres au sud-est de Żuromin (siège du powiat) et à 99 kilomètres au nord-ouest de Varsovie (capitale de la Pologne).

## Histoire
De 1975 à 1998, le village appartenait administrativement à la voïvodie de Ciechanów.